# Samuel George Morton
Samuel George Morton (født 26. januar 1799, død 15. maj 1851), var en amerikansk læge og naturvidenskabsmand. Han er i dag primært kendt for sit arbejde indenfor frenologien.

## Baggrund og uddannelse
Morton blev født i Philadelphia i Pennsylvania, hvor han i 1820 dimitterede fra University of Pennsylvania. Efter yderligere studier og universitetsgrad fra University of Edinburgh i Skotland påbegyndte Morton lægepraksis i Philadelphia i 1824.  I årene 1839 - 1843 var han professor i anatomi ved University of Pennsylvania.

## Udgivelser
Morton var en flittig udgiver af bøger om diverse emner i perioden fra 1823 og frem til sin død. Han udgav i 1828 Geological Observations og i 1834 Synopsis of the Organic Remains of the Cretaceous Group of the United States og Illustrations of Pulmonary Consumption. Han publicerede i Philadelphia Journal of the Medical and Physical Sciences og udgav tillige Hybridity in Animals and Plants (1847), Additional Observation on Hybridity (1851) og An Illustrated System of Human Anatomy (1849).

## "Amerikansk" skole inden for etnografi
Samuel George Morton anses ofte som grundlæggeren af den "amerikanske skole" indenfor etnografien; en opfattelse indenfor videnskaben om, at forskelle mellem mennesker var udtryk for forskellige menneskeracer frem for varietet. Opfattelsen var grundlæggende for racelæren.
Morton argumenterede mod Biblens skabelsesberetning med én fælles forfader til mennesket (monogenisme) og argumenterede i stedet for en teori om, at mennesker har forskellige forfædre (polygenisme). Morton hævdede, at Biblen støttede polygenisme, og at der i Biblen var støtte for, at hver menneskerace var skabt for sig og givet særlige uigenkaldelige karaktertræk.
Morton hævdede, at han kunne fastlægge de intellektuelle evner hos en race på grundlag af kraniets kapacitet. Et stor kranievolumen indebar en stor hjerne og derved en høj intelligens, hvorimod et lille kranium betød en lille hjerne, og dermed en lav intelligens. Morton baserede sin forskning på en stor samling af menneskekranier.  Han hævdede, at hver race havde sit eget udspring, og at racerne kunne inddeles efter intelligens, hvor den hvide race havde den højeste intelligens, hvorimod den sorte race havde den laveste med øvrige racer fordelt derimellem. Morton havde mange kranier fra oldtidens Egypten og konkludere på grundlag heraf, at de gamle egyptere ikke var negere, men derimod "hvide". Morton anerkendte dog, at der var negere i Egypten, men konkluderede herom: "Negerne var talrige i Egypten, men deres sociale stilling var i antikken den samme som idag, tjenerens eller slavens." Mortons resultater blev udgivet i tre bind mellem 1839 og 1849: I Crania Americana, An Inquiry into the Distinctive Characteristics of the Aboriginal Race of America og Crania Aegyptiaca.

## Kritik
Morton nød stor anseelese i sin samtid, men Mortons forskningsresultater og teorier anses i dag for forældede.
I en afhandling fra 1978  og senere i The Mismeasure of Man (1981) beskrev Stephen J. Gould, hvorledes Morton i sin forskning havde benyttet sig af selektive resultater, havde manipuleret forsøg, begået analytiske fejl og foretaget fejlagtige målinger af sine kranier med det formål at opnå en konklusion, der støttede Mortons teorier om racelære.
Mortons arbejder har dog opnået en delvis støtte i 1988 og i 2011, og der er blevet rejst samme kritik mod Goulds analyser Mortons raceteorier er dog generelt anset som værende uden videnskabeligt belæg.

## Eksterne links
- Wikimedia Commons har flere filer relateret til Samuel George Morton
- Samuel George Morton Papers